# A. C. Baantjer
Albert Cornelis Baantjer (* 16 de septiembre de 1923 en Urk - † 29 de agosto de 2010 en Alkmaar), también conocido como "Appie" Baantjer o A. C. Baantjer, fue un autor holandés de ficción policíaca y trabajó como policía en la ciudad de Ámsterdam.
Se le conoce principalmente por su larga serie de novelas policíacas que giran en torno al inspector de policía De Cock (también traducido como DeKok en las versiones en inglés de sus novelas) y su compañero, el sargento Vledder. El nombre del protagonista significa simplemente "cocinero" en holandés, pero tiene para los lectores en lengua inglesa, una ortografía inusual que está en el corazón de un chiste recurrente que involucra a De Cock (polla, miembro viril) cada vez que tiene que deletrear su nombre cuando se presenta a alguien.

## Biografía
A. C. Baantjer creció en una familia calvinista ortodoxa de Urk, y tuvo diez hermanos. Se convirtió en policía de la ciudad de Ámsterdam en 1945 y se unió a la "recherche", la policía de investigación criminal de la capital de Holanda, en 1953. 
Desde 1965, se convirtió en el autor, con una cadencia anual de uno o dos libros, de una serie de novelas sobre el detective inspector De Cock, con un total de unos 70 episodios escritos. A. C. Baantjer vivió con su esposa Marretje van der Vaart al final de sus vidas en Medemblik. Recibió en 2003 en reconocimiento a sus muchos años de esfuerzo meritorio como autor literario, el premio más alto concedido en Holanda a la ficción policíaca por sus homólogos de la Genootschap van Nederlandstalige Misdaadauteurs (GNM), el premio GNM Meesterprijs. 
En 2007 su esposa Marretje murió y tres años después, tras una penosa enfermedad A. C. Baantjer murió en Alkmaar, a los 86 años.

## Obra

### SerieDe Cock
Los siguientes libros de la serie protagonizada por el detective inspector Jurriaan Jurre de Cock y el sargento Dick Vledder son los que han sido escritos originalmente por Albert Cornelis (Appie) Baantjer:
1. 1964: De Cock en een strop voor Bobby (De Cock y una soga para Bobby)
2. 1965: De Cock en de wurger op zondag (De Cock y los estranguladores del domingo)
3. 1965: De Cock en het lijk in de kerstnacht (De Cock y el cadáver en la noche de Navidad)
4. 1967: De Cock en de moord op Anna Bentveld (De Cock y el asesinato de Anna Bentveld)
5. 1967: De Cock en het sombere naakt (De Cock y el desnudo sombrío)
6. 1968: De Cock en de dode harlekijn (De Cock y el arlequín muerto)
7. 1969: De Cock en de treurende kater (De Cock y la resaca de luto)
8. 1970: De Cock en de ontgoochelde dode (De Cock y los muertos desilusionados)
9. 1971: De Cock en de zorgvuldige moordenaar (De Cock y el asesino meticuloso)
10. 1972: De Cock en de romance in moord (De Cock y el romance en el asesinato)
11. 1972: De Cock en de stervende wandelaar (De Cock y el caminante moribundo)
12. 1973: De Cock en het lijk aan de kerkmuur (De Cock y el cadáver en la pared de la iglesia)
13. 1974: De Cock en de dansende dood (De Cock y la muerte danzante)
14. 1978: De Cock en de naakte juffer (De Cock y la damisela desnuda)
15. 1979: De Cock en de broeders van de zachte dood (De Cock y los hermanos de la muerte suave)
16. 1980: De Cock en het dodelijk akkoord (De Cock y el acuerdo mortal)
17. 1981: De Cock en de moord in seance (De Cock y el asesinato en la sesión de espiritismo)
18. 1982: De Cock en de moord in extase (De Cock y el asesinato en éxtasis)
19. 1982: De Cock en de smekende dood (De Cock y la muerte suplicante)
20. 1983: De Cock en de ganzen van de dood (De Cock y los gansos de la muerte)
21. 1983: De Cock en de moord op melodie (De Cock y el asesinato de la melodía)
22. 1984: De Cock en de dood van een clown (De Cock y la muerte de un payaso)
23. 1984: De Cock en een variant op moord (De Cock y una variante de asesinato)
24. 1985: De Cock en de moord op termijn (De Cock y el asesinato a largo plazo)
25. 1985: De Cock en de moord op de Bloedberg (De Cock y el asesinato en la Montaña de Sangre)
26. 1986: De Cock en de dode minnaars (De Cock y los amantes muertos)
27. 1987: De Cock en het masker van de dood (De Cock y la máscara de la muerte)
28. 1987: De Cock en het lijk op retour (De Cock y el cuerpo retornado)
29. 1988: De Cock en de moord in brons (De Cock y el asesinato en bronce)
30. 1988: De Cock en een dodelijke dreiging (De Cock y una amenaza mortal)
31. 1989: De Cock en de moord eerste klasse (De Cock y el asesinato de primera clase)
32. 1989: De Cock en de bloedwraak (De Cock y la venganza de la sangre)
33. 1990: De Cock en de moord à la carte (De Cock y el asesinato a la carta)
34. 1990: De Cock en de moord in beeld (De Cock y el asesinato en imágenes)
35. 1991: De Cock en danse macabre (De Cock y la danza macabra)
36. 1992: De Cock en een duivels komplot (De Cock y un complot del diablo)
37. 1991: De Cock en de ontluisterende dood (De Cock y la muerte ensordecedora)
38. 1992: De Cock en het duel in de nacht (De Cock y el duelo en la noche)
39. 1993: De Cock en de dood van een profeet (De Cock y la muerte de un profeta)
40. 1993: De Cock en kogels voor een bruid (De Cock y las balas para una novia)
41. 1994: De Cock en de dode meesters (De Cock y los maestros muertos)
42. 1994: De Cock en de sluimerende dood (De Cock y la muerte durmiente)
43. 1995: De Cock en 't wassend kwaad (De Cock y la creciente maldad)
44. 1995: De Cock en het roodzijden nachthemd (De Cock y el camisón rojo)
45. 1996: De Cock en de moord bij maanlicht (De Cock y el asesinato en el claro de luna)
46. 1996: De Cock en de geur van rottend hout (De Cock y el olor a madera podrida)
47. 1997: De Cock en een dodelijk rendez-vous (De Cock y un encuentro mortal)
48. 1997: De Cock en tranen aan de Leie (De Cock y las lágrimas en el río Lys)
49. 1998: De Cock en het lijk op drift (De Cock y el cuerpo a la deriva)
50. 1998: De Cock en de onsterfelijke dood (De Cock y la muerte inmortal)
51. 1999: De Cock en de dood in antiek (De Cock y la muerte en el anticuario)
52. 1999: De Cock en een deal met de duivel (De Cock y un trato con el diablo)
53. 2000: De Cock en de dood door hamerslag (De Cock y la muerte a martillazos)
54. 2000: De Cock en de dwaze maagden (De Cock y las vírgenes necias)
55. 2001: De Cock en de dode tempeliers (De Cock y los templarios muertos)
56. 2001: De Cock en de blijde Bacchus (De Cock y el feliz Baco)
57. 2002: De Cock en de moord op bestelling (De Cock y el asesinato por encargo)
58. 2002: De Cock en de dood van de Helende Meesters (De Cock y la muerte de los Maestros Sanadores)
59. 2003: De Cock en de moord in reclame (De Cock y el asesinato publicitario)
60. 2003: De Cock en geen excuus voor moord (De Cock y no hay excusa para el asesinato)
61. 2004: De Cock en de gebrandmerkte doden (De Cock y los asesinatos marcados)
62. 2004: De Cock en een veld papavers (De Cock y un campo de amapolas)
63. 2005: De Cock en de broeders van de haat (De Cock y los hermanos del odio)
64. 2005: De Cock en de dood van een kunstenaar (De Cock y la muerte de un artista)
65. 2006: De Cock en de dartele weduwe (De Cock y la viuda divina)
66. 2006: De Cock en de moord in triplo (De Cock y el asesinato por triplicado)
67. 2007: De Cock en een recept voor moord (De Cock y una receta para el asesinato)
68. 2007: De Cock en de wortel van het kwaad (De Cock y la raíz del mal)
69. 2008: De Cock en de moord in de hondsdagen (De Cock y el asesinato en días de perros)
70. 2008: De Cock en de dood in gebed (De Cock y la muerte orante)

Los siguientes libros de la serie de De Cock, una vez muerto A. C. Baantjer, han sido escritos por Peter Römer, y están basados (al menos, hasta el número 77 de la serie) en los guiones de la serie de televisión Baantjer.
- 71. 2012: De Cock en de onzichtbare moordenaar (De Cock y el asesino invisible)
- 72. 2013: De Cock en de moord in het circus  (De Cock y el asesinato en el circo)
- 73. 2013: De Cock en de dood van een engel (De Cock y la muerte de un ángel)
- 74. 2014: De Cock en de rituele moord (De Cock y el asesinato ritual)
- 75. 2014: De Cock en het lijk aan de Amstel (De Cock y el cuerpo en el río Amstel)
- 76. 2015: De Cock en de dode diva (De Cock y la diva muerta)
- 77. 2015: De Cock en de vermoorde onschuld (De Cock y la inocencia asesinada)
- 78. 2016: De Cock en het dodelijk doel (De Cock y el objetivo mortal)
- 79. 2016: De Cock en de zoete wraak (De Cock y la dulce venganza)
- 80. 2017: De Cock en de moord op maat (De Cock y el asesinato a medida)
- 81. 2017: De Cock en een duivels dilemma (De Cock y el dilema del diablo)

### Obras derivadas
La serie de novelas del inspector De Cock tienen su continuación en forma de una película de cine para televisión que lleva por título el propio nombre del autor y una larga serie de televisión titulada Baantjer. Ninguna de ambas expresiones artísticas de su obra fue guionizada por A. C. Baantjer.
Las novelas del inspector De Cock han llegado al inglés a través de la editorial Speck Press, con 23 de los 70-80 títulos de A. C. Baantjer publicados disponibles en inglés. Algunos de sus libros también han sido traducidos al español, francés, ruso, coreano y estonio.